# Projekt internetowy
Projekt internetowy – nieformalna grupa użytkowników-woluntariuszy internetu, którzy łączą swoje wysiłki, aby osiągnąć jakiś cel.
Projekty internetowe można ogólnie podzielić na dwa rodzaje: polegające na uczestnictwie czynnym lub biernym.

## Uczestnictwo czynne
Uczestnictwo w projektach oparte na wspólnej pracy polegającej na dostarczaniu, porządkowaniu, klasyfikacji lub wyszukiwaniu określonych informacji. 
Do tego rodzaju projektów można m.in. zaliczyć:
- Wikipedię – encyklopedię tworzoną siłami woluntariuszy,
- DMOZ – Open Directory Project – katalog stron WWW tworzony siłami woluntariuszy,
- Galaxy Zoo – projekt astronomiczny, w którym uczestnicy klasyfikują oraz porównują galaktyki.
- BoardGameGeek
- Wikitribune

## Uczestnictwo bierne
Uczestnictwo polegające na bezpłatnym udostępnianiu mocy obliczeniowej swojego komputera przyłączonego do internetu. Zwykle projekt taki polega na wykorzystywaniu mocy obliczeniowej komputerów użytkowników w celu wykonania na nich żmudnych i czasochłonnych obliczeń niezbędnych do rozwiązania danego problemu. 
Do tego rodzaju projektów można m.in. zaliczyć: 
- distributed.net zwany także dnetem – był to pierwszy, pionierski projekt, uruchomiony w 1997 roku, którego zadaniem było sprawdzenie możliwości złamania algorytmów kryptograficznych RSA, stosowanych obecnie w takich protokołach internetowych jak np: SSH. Wiele projektów dnetu skończyło się pełnym sukcesem. Obecnie trwają prace nad 72-bitowym wariantem tego algorytmu o nazwie roboczej RC5. Uczestniczy w nim ok. 50 000 woluntariuszy.
- SETI@home – zrzesza internautów w celu znalezienia obcych cywilizacji. Ich zadaniem jest przetwarzanie danych otrzymanych z radioteleskopów rozsianych po całym świecie, w nadziei znalezienia w "kosmicznym szumie radiowym" – uporządkowanych sygnałów, które mógłby być nośnikiem informacji przesyłanej przez pozaziemskie cywilizacje. Obecnie projekt SETI – choć wciąż nie mogący się poszczycić jakimikolwiek realnymi osiągnięciami – zrzesza ponad 2 miliony woluntariuszy i jest największym tego rodzaju projektem.
- Great Internet Mersenne Prime Search – zrzesza internautów w celu znalezienia dużych liczb pierwszych wśród liczb Mersenne'a.
- grid.org – rodzina projektów biomedycznych, uruchomionych i koordynowanych przez Wydział Biotechnologii Oxford University, których celem jest pomoc w wyszukiwaniu związków chemicznych o potencjalnym działaniu antynowotworowym, antywirusowym i antybakteryjnym oraz analiza ludzkiego DNA w celu znalezienia miejsc, gdzie znajdują się geny wywołujące choroby genetyczne.
- Folding@home – jest to internetowy projekt zorganizowany przez Uniwersytet Stanforda (USA), który bada procesy zwijania białek. Wyniki tych badań mogą znacząco przyczynić się do znalezienia skutecznych leków na nowotwory złośliwe oraz na inne choroby.